# CAF Champions League 2016
Die CAF Champions League 2016 war die 20. Auflage dieses von der CAF organisierten Turniers. Sie begann am 12. Februar 2016 mit einer Vorrunde. Titelverteidiger war Tout Puissant Mazembe aus der DR Kongo.

## Qualifikation
Theoretisch sind alle 55 Mitgliedsverbände der CAF berechtigt, Mannschaften zu entsenden. Für die zwölf besten Nationalverbände der CAF-Fünfjahreswertung sind automatisch jeweils zwei Startplätze reserviert. Hierbei gilt für die Qualifikation zur Champions League 2016 die Wertung der Jahre 2010 bis 2014. Somit ergibt sich aus der Anzahl der zur CAF gehörenden Fußballverbände, dass maximal 67 Mannschaften an der Champions League teilnehmen könnten.

## Vorrunde
Hinspiele vom 12. bis 14. Februar, Rückspiele vom 26. Februar bis 28. Februar sowie am 6. März 2016.
|                         | Gesamt    |                                | Hinspiel | Rückspiel |
| ----------------------- | --------- | ------------------------------ | -------- | --------- |
| Mafunzo FC              | 0:4       | AS Vita Club                   | 0:3      | 0:1       |
| Mochudi Centre Chiefs 1 | —         | Ferroviário Maputo             | —        | —         |
| Chicken Inn FC          | 1:2       | Mamelodi Sundowns              | 1:0      | 0:2       |
| Warri Wolves            | —         | Sporting Clube da Praia Cruz 2 | —        | —         |
| AS Mangasport           | 0:3       | Étoile du Congo                | 0:0      | 0:3       |
| Wydad Casablanca        | 3:2       | AS Douanes Niamey              | 2:0      | 1:2       |
| Gor Mahia FC            | 1:3       | CNaPS Sport                    | 1:2      | 0:1       |
| Saint-George SA         | 4:1       | Saint Michel United FC         | 3:0      | 1:1       |
| Vipers                  | 1:2       | FC Enyimba                     | 1:0      | 0:2       |
| Lioli FC                | (a)2:2(a) | Vital’O FC                     | 1:2      | 1:0       |
| Olympique Khouribga     | 4:2       | Gamtel FC                      | 2:1      | 2:1       |
| Stade Malien            | 4:1       | Racing Club Bobo-Dioulasso     | 3:1      | 1:0       |
| ZESCO United            | 3:0       | Al-Ghazal FC                   | 2:0      | 1:0       |
| AS Douanes Dakar        | 0:4       | Horoya AC                      | 0:0      | 0:4       |
| Mbabane Swallows FC     | 2:4       | APR FC                         | 1:0      | 1:4       |
| Cercle de Joachim       | 0:3       | Young Africans SC              | 0:1      | 0:2       |
| CRD Libolo              | 9:1       | AD Racing de Micomeseng        | 5:1      | 4:0       |
| Volcan Club 3           | —         | Kaizer Chiefs                  | 0:4      | —         |
| AS CotonTchad           | 0:1       | ASEC Mimosas                   | 0:1      | 0:0       |
| Onze Créateurs          | 1:2       | Al-Ahly Tripolis               | 1:2      | 0:0       |
| Nimba United FC         | 1:4       | Union Douala                   | 1:3      | 0:1       |
| Club Africain Tunis     | 2:0       | AS Tanda                       | 2:0      | 0:0       |
| AshantiGold SC          | 2:3       | MO Béjaïa                      | 1:0      | 1:3       |

## Erste Runde
Hinspiele am 12. und 13. März, Rückspiele am 19. und 20. März 2016.
|                     | Gesamt    |                          | Hinspiel | Rückspiel |
| ------------------- | --------- | ------------------------ | -------- | --------- |
| AS Vita Club        | 2:1       | Ferroviário Maputo       | 1:0      | 1:1       |
| Mamelodi Sundowns   | 3:1       | AC Léopards              | 2:0      | 1:1       |
| Warri Wolves        | 0:2       | al-Merrikh Khartum       | 0:1      | 0:1       |
| Étoile du Congo     | 3:5       | ES Sétif                 | 1:1      | 2:4       |
| Wydad Casablanca    | 6:3       | CNaPS Sport              | 5:1      | 1:2       |
| Saint-George SA     | 2:3       | Tout Puissant Mazembe    | 2:2      | 0:1       |
| FC Enyimba          | 6:3       | Vital’O FC               | 5:1      | 1:2       |
| Olympique Khouribga | 1:3       | Étoile Sportive du Sahel | 1:1      | 0:2       |
| Stade Malien        | 2:1       | Cotonsport Garoua        | 2:0      | 0:1       |
| ZESCO United        | 4:3       | Horoya AC                | 4:1      | 0:2       |
| APR FC              | 2:3       | Young Africans SC        | 1:2      | 1:1       |
| CRD Libolo          | 0:2       | al Ahly Kairo            | 0:0      | 0:2       |
| Kaizer Chiefs       | 0:1       | ASEC Mimosas             | 0:1      | 0:0       |
| Al-Ahly Tripolis    | (a)2:2(a) | al-Hilal Khartum         | 1:0      | 1:2       |
| Union Douala        | 0:3       | al Zamalek SC            | 0:1      | 0:2       |
| Club Africain Tunis | 1:2       | MO Béjaïa                | 1:0      | 0:2       |

## Zweite Runde
Hinspiele am 9. und 10. April, Rückspiele am 19. und 20. April 2016.
|                    | Gesamt          |                          | Hinspiel | Rückspiel |
| ------------------ | --------------- | ------------------------ | -------- | --------- |
| AS Vita Club 1     | (a)2:2(a)       | Mamelodi Sundowns        | 1:0      | 1:2       |
| al-Merrikh Khartum | (a)2:2(a)       | ES Sétif                 | 2:2      | 0:0       |
| Wydad Casablanca   | 3:1             | Tout Puissant Mazembe    | 2:0      | 1:1       |
| FC Enyimba         | 3:3 (4:3 i. E.) | Étoile Sportive du Sahel | 3:0      | 0:3 n. V. |
| Stade Malien       | 2:5             | ZESCO United             | 1:3      | 1:2       |
| Young Africans SC  | 2:3             | al Ahly Kairo            | 1:1      | 1:2       |
| ASEC Mimosas       | 3:2             | Al-Ahly Tripolis         | 2:0      | 1:2       |
| al Zamalek SC      | 3:1             | MO Béjaïa                | 2:0      | 1:1       |

## Viertelfinale (Gruppenphase)
In der Viertelfinal-Gruppenphase traten in zwei Gruppen jeweils vier Mannschaften in Hin- und Rückspielen gegeneinander an. Die Gruppenersten und -zweiten qualifizierten sich für das Halbfinale.

### Gruppe A
| Pl. | Verein           | Sp. | S | U | N | Tore    | Diff. | Punkte |
| --- | ---------------- | --- | - | - | - | ------- | ----- | ------ |
| 1.  | Wydad Casablanca | 6   | 3 | 2 | 1 | 006:300 | +3    | 11     |
| 2.  | ZESCO United     | 6   | 2 | 3 | 1 | 010:900 | +1    | 09     |
| 3.  | al Ahly Kairo    | 6   | 1 | 3 | 2 | 006:700 | −1    | 06     |
| 4.  | ASEC Mimosas     | 6   | 1 | 2 | 3 | 005:800 | −3    | 05     |

| 18. Juni 2016    |     |                  |
| ZESCO United     | 3:2 | al Ahly Kairo    |
| ASEC Mimosas     | 0:1 | Wydad Casablanca |
| 28. Juni 2016    |     |                  |
| al Ahly Kairo    | 1:2 | ASEC Mimosas     |
| 29. Juni 2016    |     |                  |
| Wydad Casablanca | 2:0 | ZESCO United     |
| 16. Juli 2016    |     |                  |
| ZESCO United     | 3:1 | ASEC Mimosas     |
| al Ahly Kairo    | 0:0 | Wydad Casablanca |
| 27. Juli 2016    |     |                  |
| ASEC Mimosas     | 1:1 | ZESCO United     |
| Wydad Casablanca | 0:1 | al Ahly Kairo    |
| 12. August 2016  |     |                  |
| al Ahly Kairo    | 2:2 | ZESCO United     |
| 14. August 2016  |     |                  |
| Wydad Casablanca | 2:1 | ASEC Mimosas     |
| 24. August 2016  |     |                  |
| ASEC Mimosas     | 0:0 | al Ahly Kairo    |
| ZESCO United     | 1:1 | Wydad Casablanca |

### Gruppe B
| Pl. | Verein            | Sp.             | S               | U               | N               | Tore            | Diff.           | Punkte          |
| --- | ----------------- | --------------- | --------------- | --------------- | --------------- | --------------- | --------------- | --------------- |
| 1.  | Mamelodi Sundowns | 4               | 3               | 0               | 1               | 006:500         | +1              | 09              |
| 2.  | al Zamalek SC     | 4               | 2               | 0               | 2               | 003:300         | ±0              | 06              |
| 3.  | FC Enyimba        | 4               | 1               | 0               | 3               | 004:500         | −1              | 03              |
| 04. | ES Sétif          | Disqualifiziert | Disqualifiziert | Disqualifiziert | Disqualifiziert | Disqualifiziert | Disqualifiziert | Disqualifiziert |

| 18. Juni 2016     |           |                   |
| ES Sétif          | [VG 2]0:2 | Mamelodi Sundowns |
| 19. Juni 2016     |           |                   |
| FC Enyimba        | 0:1       | al Zamalek SC     |
| 29. Juni 2016     |           |                   |
| Mamelodi Sundowns | 2:1       | FC Enyimba        |
| al Zamalek SC     | [VG 3]−:− | ES Sétif          |
| 17. Juli 2016     |           |                   |
| FC Enyimba        | [VG 3]−:− | ES Sétif          |
| al Zamalek SC     | 1:2       | Mamelodi Sundowns |
| 26. Juli 2016     |           |                   |
| ES Sétif          | [VG 3]−:− | FC Enyimba        |
| 27. Juli 2016     |           |                   |
| Mamelodi Sundowns | 1:0       | al Zamalek SC     |
| 13. August 2016   |           |                   |
| Mamelodi Sundowns | [VG 3]−:− | ES Sétif          |
| 15. August 2016   |           |                   |
| al Zamalek SC     | 1:0       | FC Enyimba        |
| 23. August 2016   |           |                   |
| ES Sétif          | [VG 3]−:− | al Zamalek SC     |
| FC Enyimba        | 3:1       | Mamelodi Sundowns |

1. ↑  Wegen der regelmäßigen Zuschauerausschreitungen während des Spiels zwischen ES Sétif und Mamelodi Sundowns am 18. Juni 2016, hat CAF entschieden, ES Sétif zu disqualifizieren und alle ihre Spiele zu annullieren bzw. nicht auszutragen.
2. ↑  Das Spiel ist annulliert.
3. 1 2 3 4 5  Das Spiel wird nicht ausgetragen wegen der Disqualifizierung von ES Sétif.

## Halbfinale
Hinspiele am 16. und 17. September, Rückspiele am 24. September 2016.
|               | Gesamt |                   | Hinspiel | Rückspiel |
| ------------- | ------ | ----------------- | -------- | --------- |
| al Zamalek SC | 6:5    | Wydad Casablanca  | 4:0      | 2:5       |
| ZESCO United  | 2:3    | Mamelodi Sundowns | 2:1      | 0:2       |

## Finale

### Hinspiel
| Mamelodi Sundowns                                                           | Mamelodi Sundowns | al Zamalek SC | al Zamalek SC |
| --------------------------------------------------------------------------- | --- | --- | ------------- |
| Mamelodi Sundowns                                                           | \| Hinspiel \| \| 15. Oktober 2016 um 15:00 (SAST) in Pretoria (Atteridgeville Super Stadium) \| \| Ergebnis: 3:0 (2:0) \| \| Zuschauer: 35.000 \| \| Schiedsrichter: Davies Omweno ( Kenia) \|                                                                      | \| Hinspiel \| \| 15. Oktober 2016 um 15:00 (SAST) in Pretoria (Atteridgeville Super Stadium) \| \| Ergebnis: 3:0 (2:0) \| \| Zuschauer: 35.000 \| \| Schiedsrichter: Davies Omweno ( Kenia) \|                                               | al Zamalek SC |
| Mamelodi Sundowns                                                           | Denis Onyango – Asavela Mbekile, Wayne Arendse (70. Soumahoro Bangaly), Thabo Nthethe, Tebogo Langerman – Tiyane Mabunda, Hlompho Kekana (85. Siyanda Zwane) – Anthony Laffor, Percy Tau, Keagan Dolly – Khama Billiat (65. Teko Modise) Cheftrainer: Pitso Mosimane | Ahmed El-Shenawy (63. Gennesh) – Ahmed Tawfik, Ali Gabr, Islam Gamal, Maarouf Youssef – Tarek Hamed, Ibrahim Salah, Stanley Ohawuchi – Shikabala (55. Ramzi Khaled), Basem Morsi (75. Mostafa Fathi), Ayman Hefny Cheftrainer: Moamen Soliman | al Zamalek SC |
| Mamelodi Sundowns                                                           | 1:0 Anthony Laffor (31.) 2:0 Tebogo Langerman (40.) 3:0 Islam Gamal (46., Eigentor) | | al Zamalek SC |
| Mamelodi Sundowns                                                           | Wayne Arendse (55.) | Tarek Hamed (87.) | al Zamalek SC |
| Hinspiel                                                                    | | |               |
| 15. Oktober 2016 um 15:00 (SAST) in Pretoria (Atteridgeville Super Stadium) | | |               |
| Ergebnis: 3:0 (2:0)                                                         | | |               |
| Zuschauer: 35.000                                                           | | |               |
| Schiedsrichter: Davies Omweno ( Kenia)                                      | | |               |

### Rückspiel
| al Zamalek SC                                                         | al Zamalek SC | Mamelodi Sundowns | Mamelodi Sundowns |
| --------------------------------------------------------------------- | --- | --- | ----------------- |
| al Zamalek SC                                                         | \| Rückspiel \| \| 23. Oktober 2016 um 20:30 (EST) in Alexandria (Stadion Borg el-ʿArab) \| \| Ergebnis: 1:0 (0:0) \| \| Schiedsrichter: Bakary Gassama ( Gambia) \|                                                                           | \| Rückspiel \| \| 23. Oktober 2016 um 20:30 (EST) in Alexandria (Stadion Borg el-ʿArab) \| \| Ergebnis: 1:0 (0:0) \| \| Schiedsrichter: Bakary Gassama ( Gambia) \| | Mamelodi Sundowns |
| al Zamalek SC                                                         | Gennesh – Ramzi Khaled (76. Shikabala), Ali Gabr, Ahmed Duiedar, Maarouf Youssef – Ahmed Tawfik, Tarek Hamed (85. Ibrahim Salah), Mostafa Fathi – Stanley Ohawuchi, Basem Morsi, Ayman Hefny (85. Emmanuel Mayuka) Cheftrainer: Moamen Soliman | Denis Onyango (29. Wayne Sandilands) – Asavela Mbekile, Thabo Nthethe, Soumahoro Bangaly, Tebogo Langerman – Hlompho Kekana, Tiyane Mabunda – Anthony Laffor (72. Teko Modise), Percy Tau, Keagan Dolly – Khama Billiat (85. Siyanda Zwane) Cheftrainer: Pitso Mosimane | Mamelodi Sundowns |
| al Zamalek SC                                                         | 1:0 Stanley Ohawuchi (64.) | | Mamelodi Sundowns |
| al Zamalek SC                                                         | Ali Gabr (45.+5'), Ayman Hefny (63.), Stanley Ohawuchi (90.+4') | Percy Tau (35.) | Mamelodi Sundowns |
| Rückspiel                                                             | | |                   |
| 23. Oktober 2016 um 20:30 (EST) in Alexandria (Stadion Borg el-ʿArab) | | |                   |
| Ergebnis: 1:0 (0:0)                                                   | | |                   |
| Schiedsrichter: Bakary Gassama ( Gambia)                              | | |                   |